# Shut Down Volume 2
A Shut Down Volume 2 a The Beach Boys ötödik nagylemeze, s az első az 1964-ben kiadott négy albumuk közül. A lemezcímben szereplő "Volume 2" a Capitol Records által 1963 nyarán kiadott Shut Down válogatáslemezre utal, melyen szerepelt ugyan két Beach Boys-szám, de nem a zenekar sorlemeze volt, ahogy sokan gondolták.
Az album felvételeire a The Beatles amerikai áttörésének idején, a Beatlemánia kezdetén került sor, amely nem sokkal később mély hatást gyakorolt Brian Wilson szerzői stílusára és jövőbeli céljaira. A Beatles inváziója olyan nagy erejű volt, hogy a Shut Down Volume 2 megjelenése idején méltatlanul háttérbe szorult, és csak a 13. helyig jutott (az első Beach Boys-LP, amely nem került be a top 10-be a Surfin' Safari óta).
Az album viszonylag gyenge eladásaihoz részben a dalok előző albumokhoz képest alacsony színvonala is hozzájárult: a lemez utolsó három száma még a legelvakultabb rajongók szerint is értékelhetetlen töltelék, és a "Cassius" Love Vs. "Sonny" Wilson című, tréfásnak szánt Mike Love és Brian Wilson közti civódást tartalmazó négy perces felvétel is azt igazolta, a Beach Boys híján volt új daloknak 1964 elején.
Ugyanakkor a lemez csúcspontjai a zenekar addigi történetének legjobb pillanatai: a klasszikussá vált "Fun, Fun, Fun", a fenséges "Don't Worry Baby" (Brian "válasza" hősének, Phil Spectornak "Be My Baby" című 1963-as slágerére), a kortalan "The Warmth of the Sun" (melyet Brian és Mike alig néhány órával John F. Kennedy meggyilkolása után írt), és Frankie Lymon "Why Do Fools Fall In Love"-jának szenzációs feldolgozása megmentik az albumot a totális kudarctól. A "Pom, Pom Play Girl"-ben hallható Carl Wilson első szólóvokálja.
A Shut Down Volume 2-t a Capitol autós témájú dalok gyűjteményeként reklámozta (ami érthető is a Little Deuce Coupe elsöprő kereskedelmi sikere után), ám elődjétől eltérően a zenekar ezúttal nem volt képes olyan következetesen kitartani a koncepció mellett, mint a Little Deuce Coupe-on, ami azt jelezte, hogy Brian Wilson kezd kifogyni az autós témákból, és hamarosan "sebességet kell váltania", ha versenyben akar maradni.
Brian, miután megnézte a Beatles legendás fellépését az Ed Sullivan Show-ban, meg akarta akadályozni a Shut Down Volume 2 kiadását. Nem sokkal később viszont, ahelyett hogy megrettent volna a brit invázió zenekarainak amerikai sikerétől, Wilson megerősítette eltökéltségét, és a következő években olyan magaslatokba jutott a Beach Boys-szal, amit 1964 elején még senki nem tudott volna megjósolni.

## Az album dalai
1. "Fun, Fun, Fun" (Brian Wilson/Mike Love) – 2:03
  - Szólóvokál: Mike Love
2. "Don't Worry Baby" (Brian Wilson/Roger Christian) – 2:47
  - Szólóvokál: Brian Wilson
3. "In The Parkin' Lot" (Brian Wilson/Roger Christian) – 2:01
  - Szólóvokál: Mike Love
4. ""Cassius" Love Vs. "Sonny" Wilson" (Mike Love/Brian Wilson) – 3:30
  - Nem zeneszám, az együttes valamennyi tagja közreműködik.
5. "The Warmth of the Sun" (Brian Wilson/Mike Love) – 2:51
  - Szólóvokál: Brian Wilson
6. "This Car Of Mine" (Brian Wilson/Mike Love) – 1:35
  - Szólóvokál: Dennis Wilson
7. "Why Do Fools Fall In Love" (Frankie Lymon/M. Levy) – 2:07
  - Szólóvokál: Brian Wilson
8. "Pom, Pom Play Girl" (Brian Wilson/Gary Usher) – 1:30
  - Szólóvokál: Carl Wilson
9. "Keep An Eye On Summer" (Brian Wilson/Bob Norman) – 2:21
  - Szólóvokál: Brian Wilson és Mike Love
10. "Shut Down, Part II" (Carl Wilson) – 2:07
  - Instrumentális
11. "Louie, Louie" (Richard Berry) – 2:17
  - Szólóvokál: Carl Wilson és Mike Love
12. "Denny's Drums" (Dennis Wilson) – 1:56
  - Instrumentális

### Kislemezek
- "Fun, Fun, Fun"/"Why Do Fools Fall In Love" (Capitol 5118), 1964. február 3. US #5
- "Don't Worry Baby" (az "I Get Around" B-oldalán), 1964. május 11. US #24
- "The Warmth of the Sun" (a "Dance, Dance, Dance" B-oldalán) 1964. október 26.
  - A Shut Down Volume 2 jelenleg egy CD-n kapható a Surfer Girl-lel, 1963-64-ben felvett, korábban kiadatlan bónuszdalokkal kiegészítve.
  - A Shut Down Volume 2 (Capitol (S) T 2027) a 13. helyig jutott az Egyesült Államokban, 38 hetet töltött a listán.